# 르노 트윙고
르노 트윙고 (Renault Twingo)는 프랑스의 자동차 제조사 르노에서 생산 및 판매하는 경차이다.

## 1세대
공개는 1992년 개최된 파리 모터쇼에서

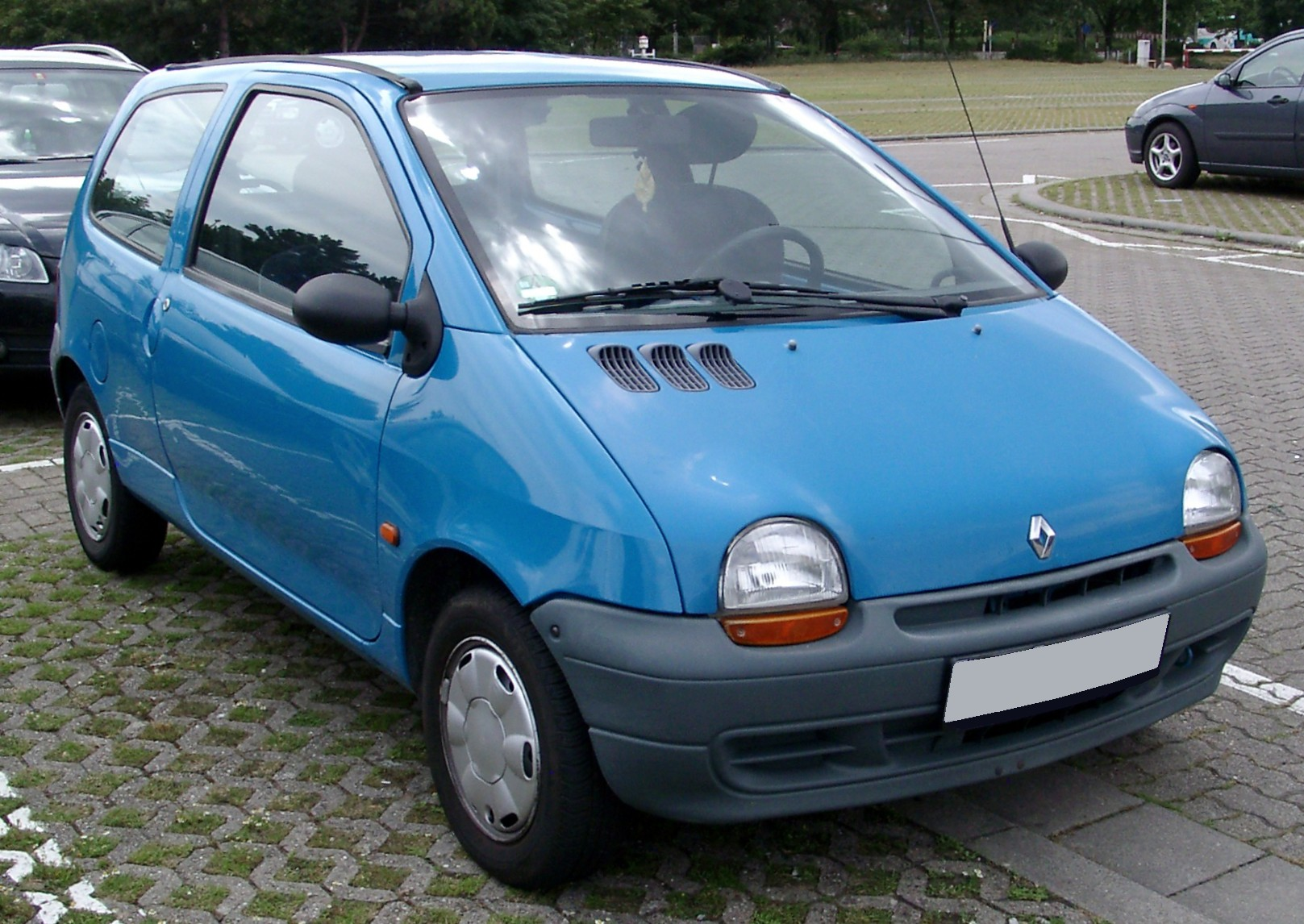
전기형 전면부

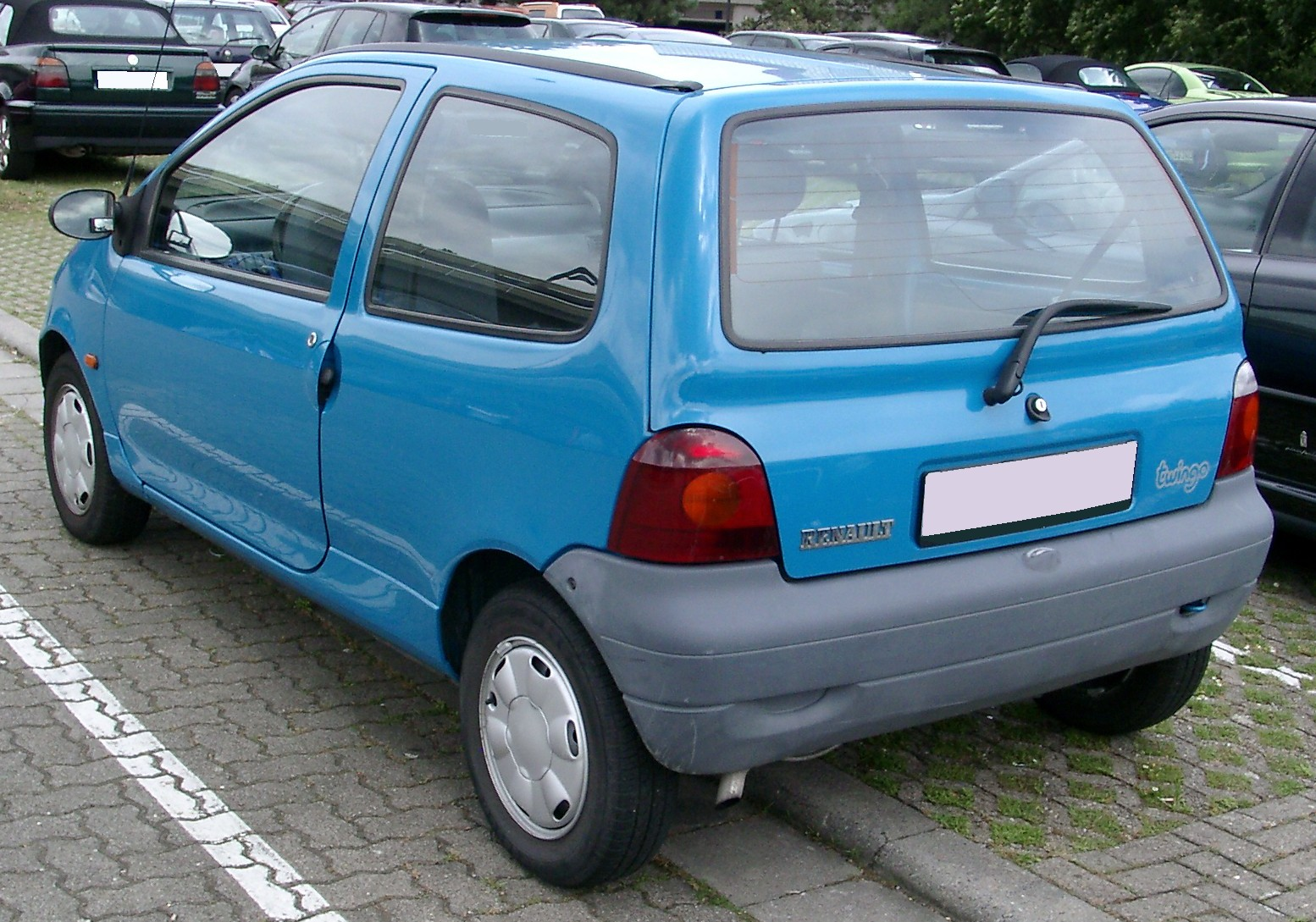
전기형 후면부

진행되었고, 1993년 4월에 출시되었다. 디자인 작업은 패트릭 르 케망이 주도하였으며, 르 케망에 의하면 살아있는 생물같은 느낌을 주려는 의도로 작업하였다고 한다. 초기에는 한가지 트림에 4가지 색상밖에 없었으나 이후 여러 사양과 색상이 추가되었고, 겐조 같은 한정판도 여럿이 발매되었다. 이후 1998년과 2000년, 2004년에 모델 변경을 거쳤고, 2007년 8월까지 생산되었다. 일본 시장의 경우 초기에는 야나세 산하의 프랑스 모터스에서 수입 및 판매되었다. 이후 2000년 봄에 르노와 닛산이 합병하면서 닛산 레드 스테이지에서 대신 판매를 담당하게 되었고, 2003년 초에는 르노에서 직접 판매하는 것으로 바뀌어 현재까지 이르고 있다.

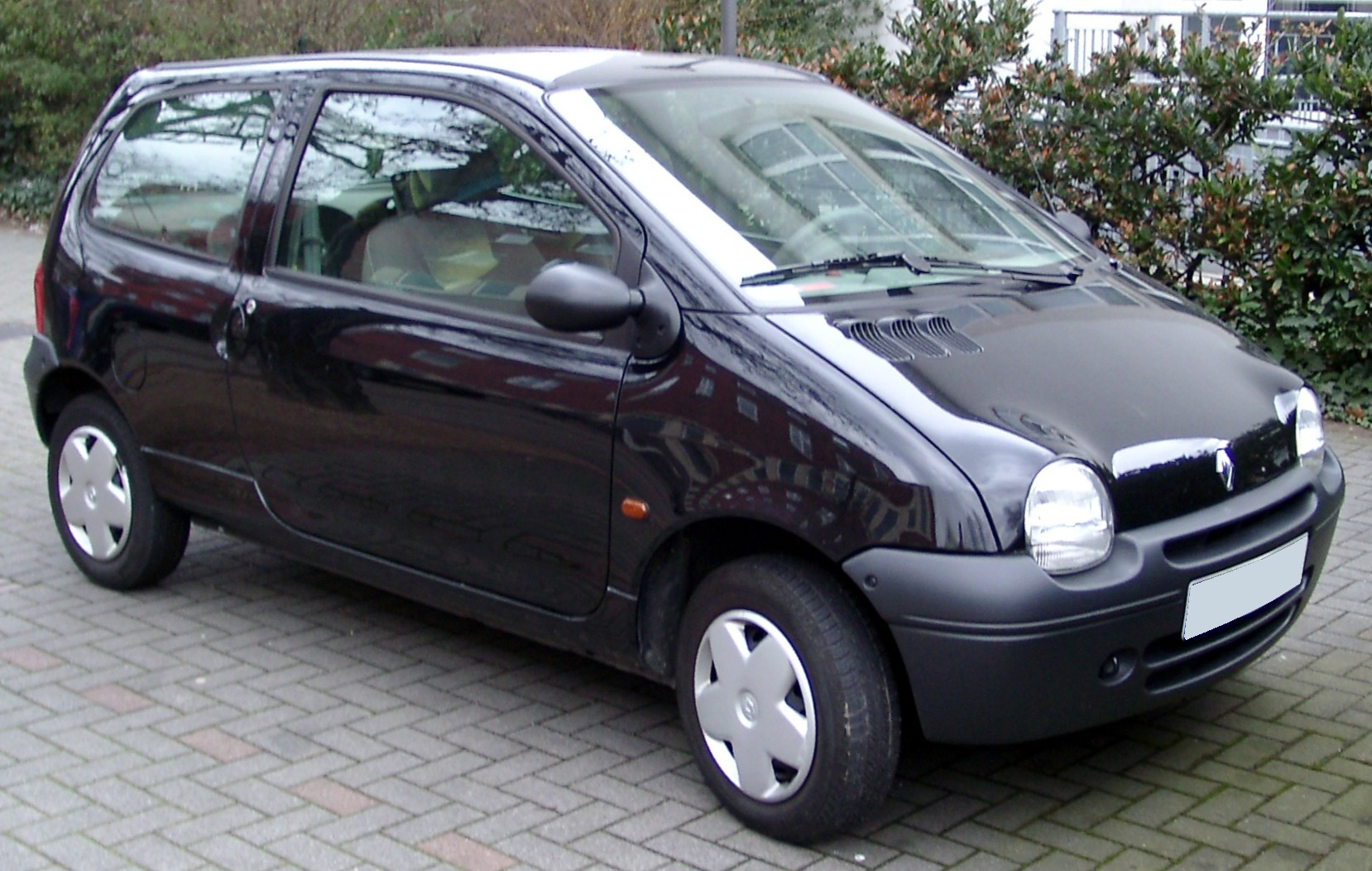
중기형 전면부
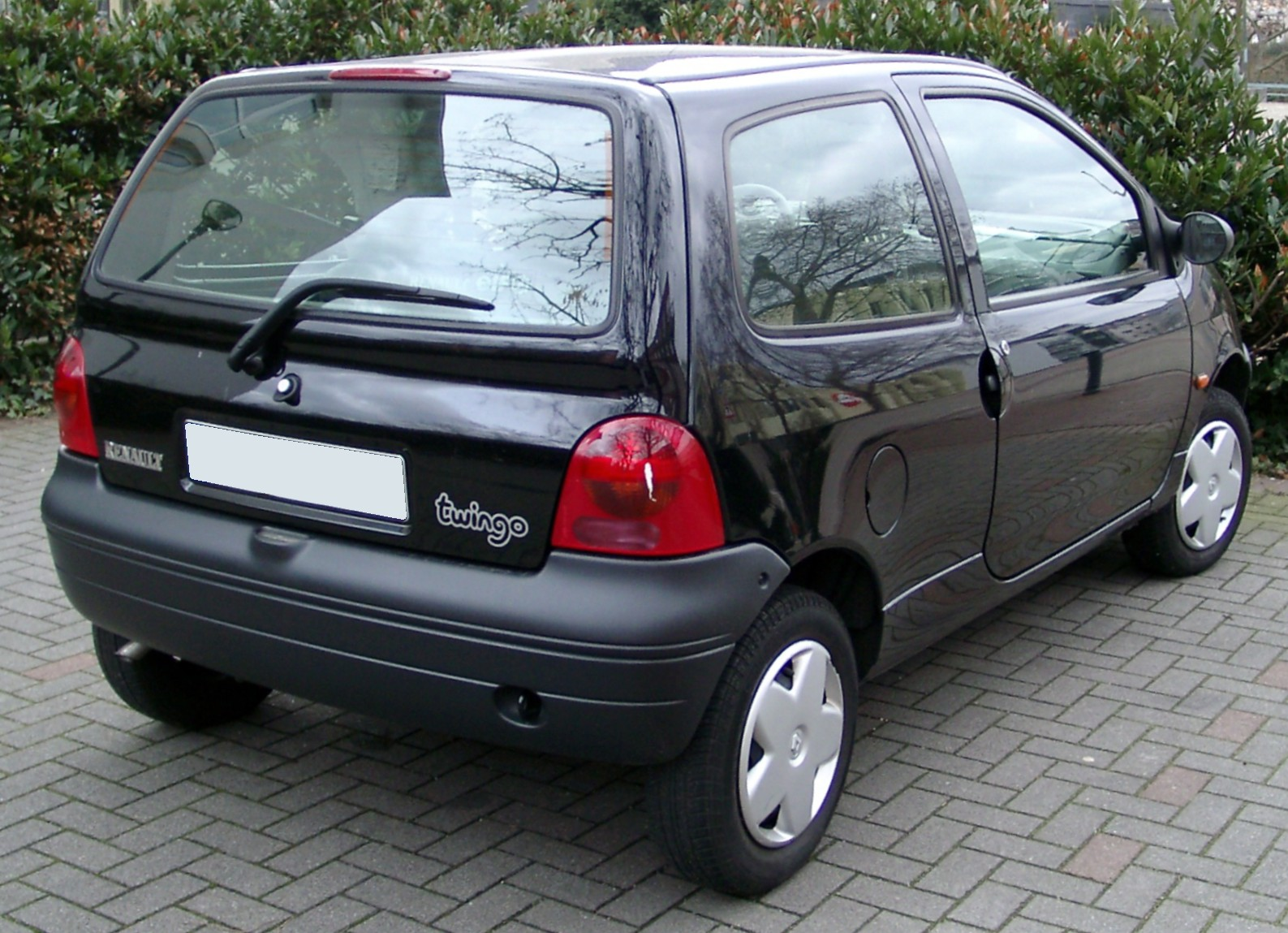
중기형 후면부
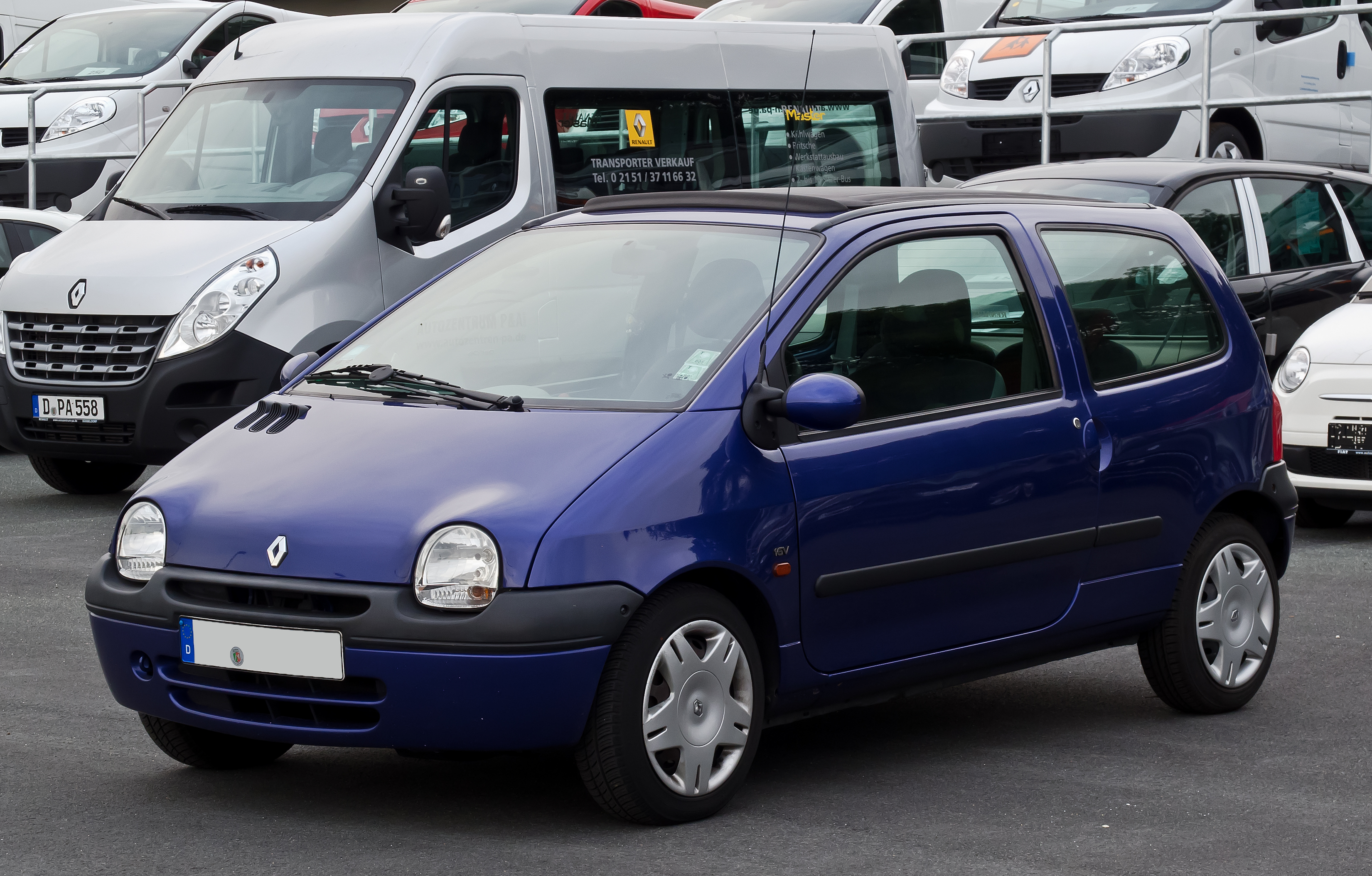
후기형 전면부
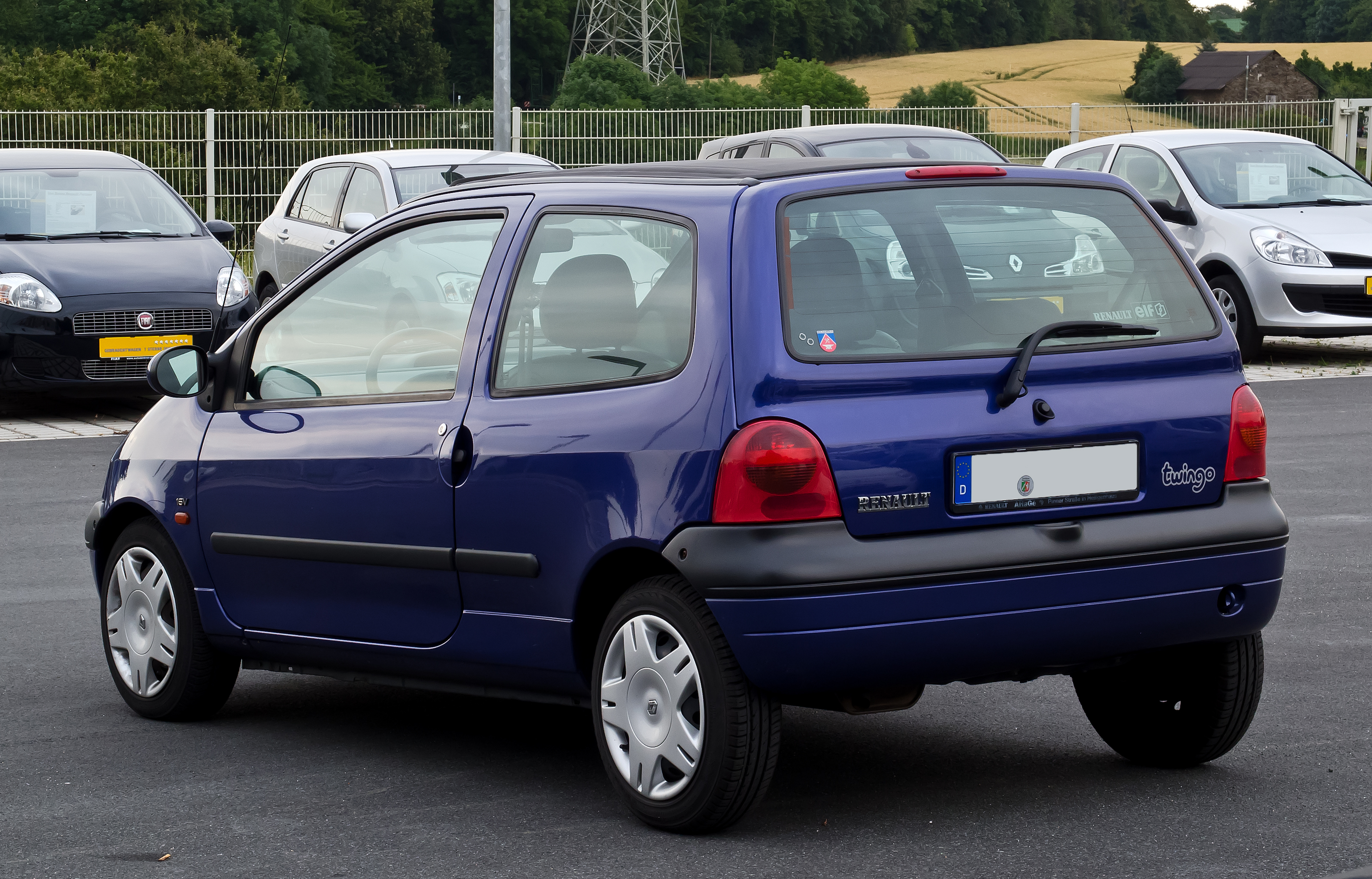
후기형 전면부
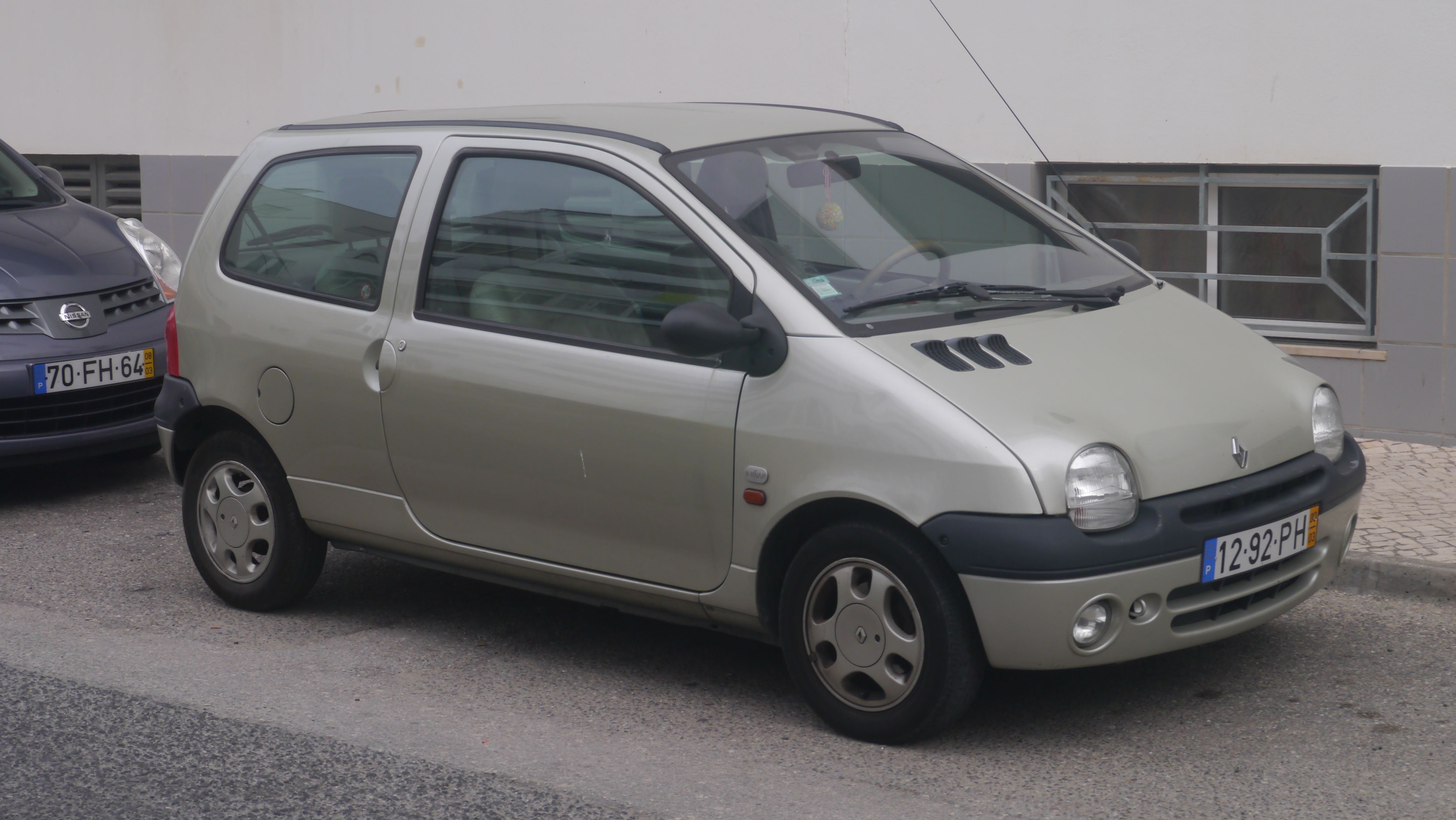
최후기형 전면부
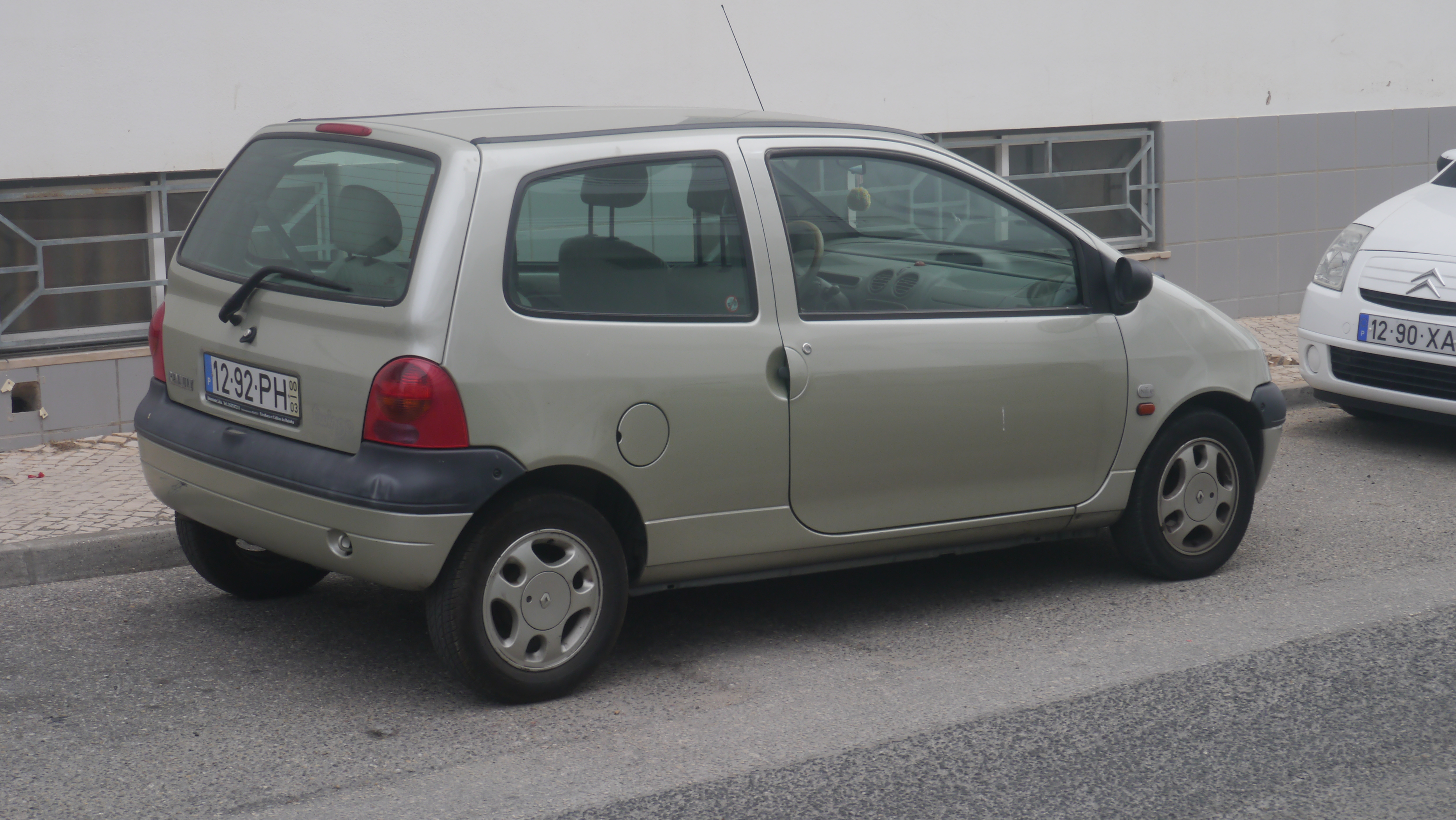
최후기형 후면부

## 2세대

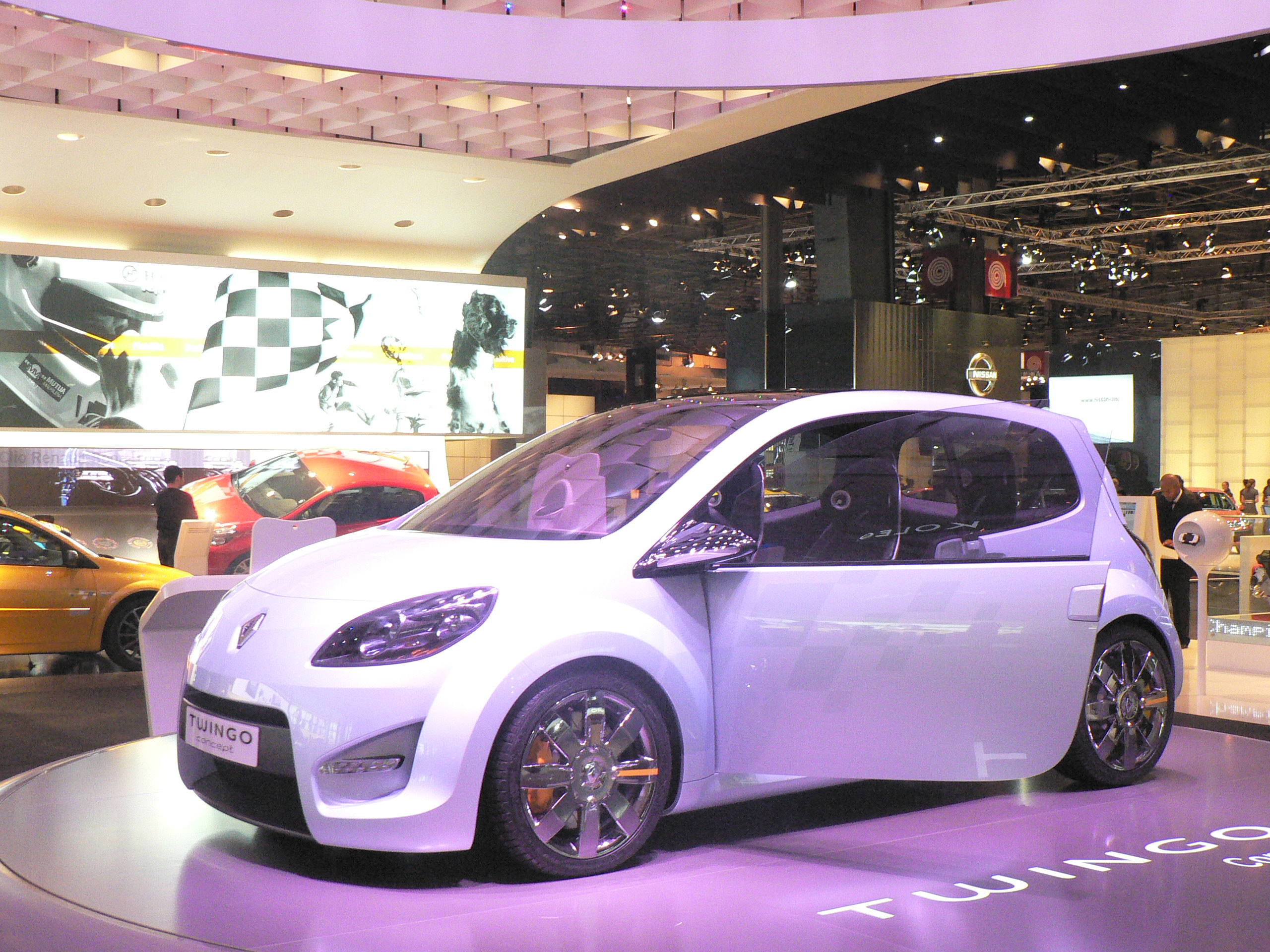
르노 트윙고 컨셉트카

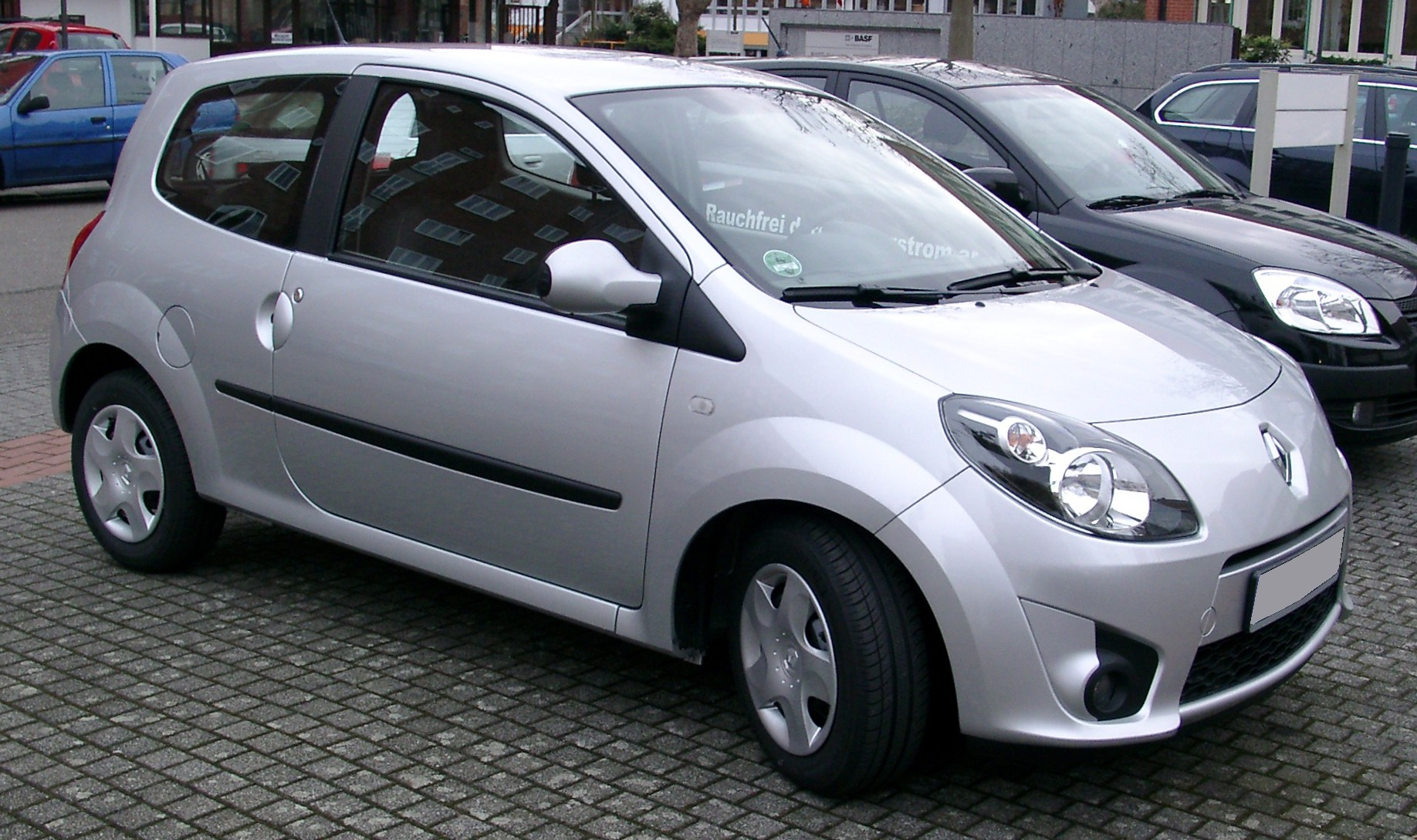
전기형 전면부

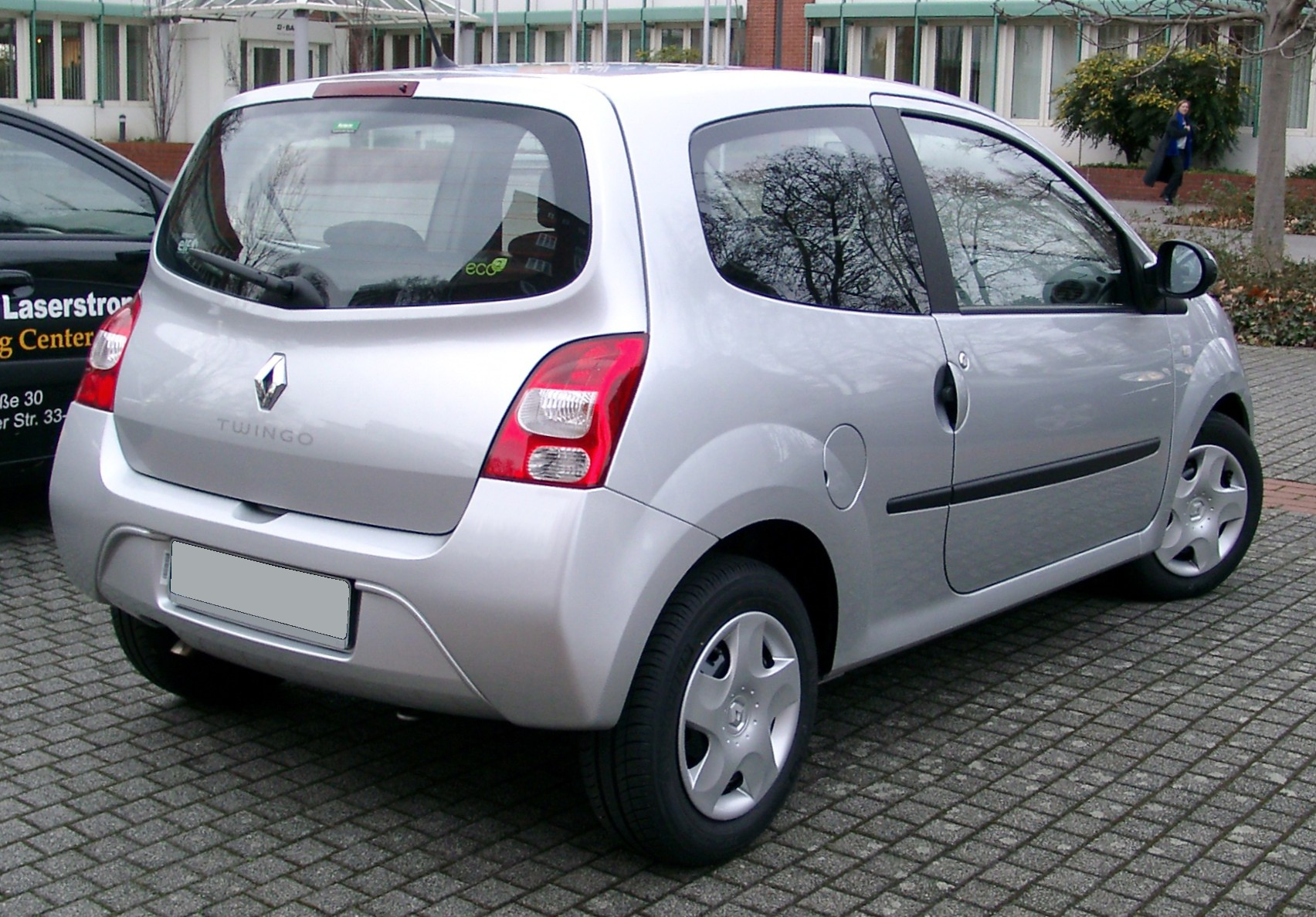
전기형 후면부

2006년에 컨셉트카 모델이 파리 모터쇼에서 공개되었으며, 양산형 모델은 2007년 제네바 모터쇼에서 공개되었다. 2세대 클리오 플랫폼을 재활용하였고 우핸들 사양을 추가하였으며, 생산지를 프랑스에서 슬로베니아로 이동시켰다. 2011년 페이스리프트를 거치며 르노의 새로운 패밀리룩을 적용하였다. 1세대와 같이 고르디니 등 여러 한정판 및 특별 사양을 발매하였으며, 간간히 판매되다 2014년에 3세대의 출시로 단종되었다. 역대 트윙고 중 유일하게 디젤 엔진을 적용하였다.

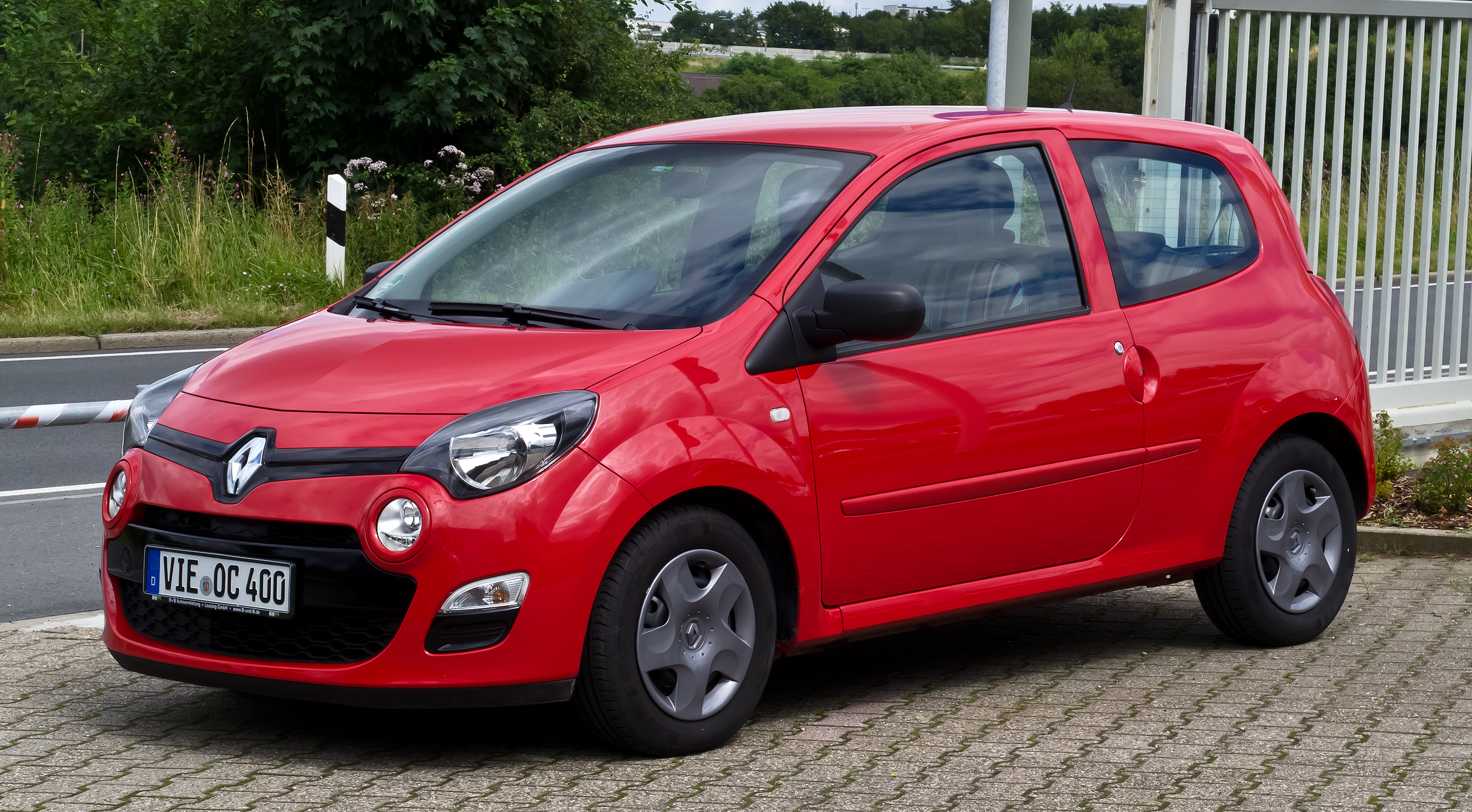
전면부
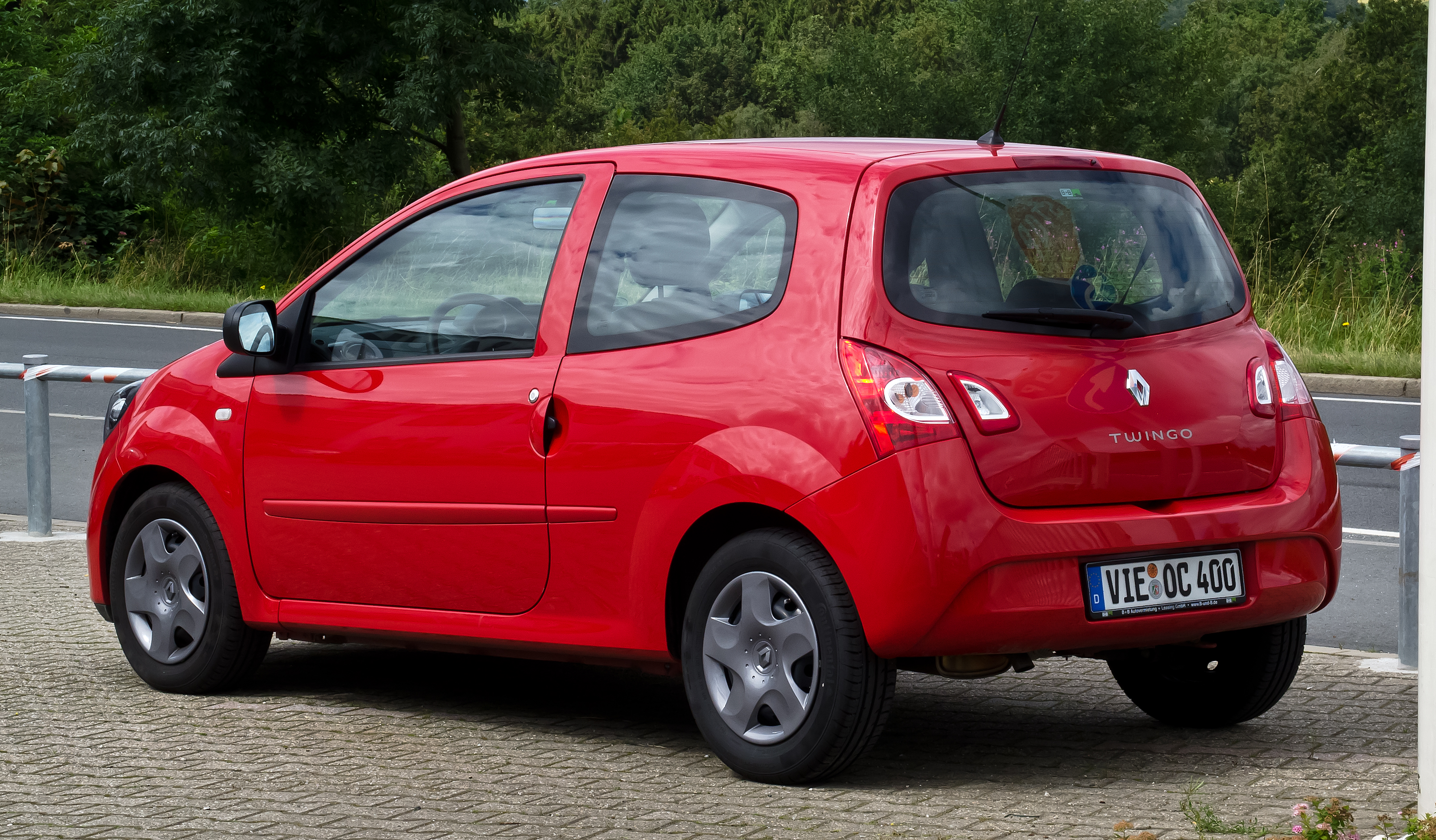
후면부

## 3세대

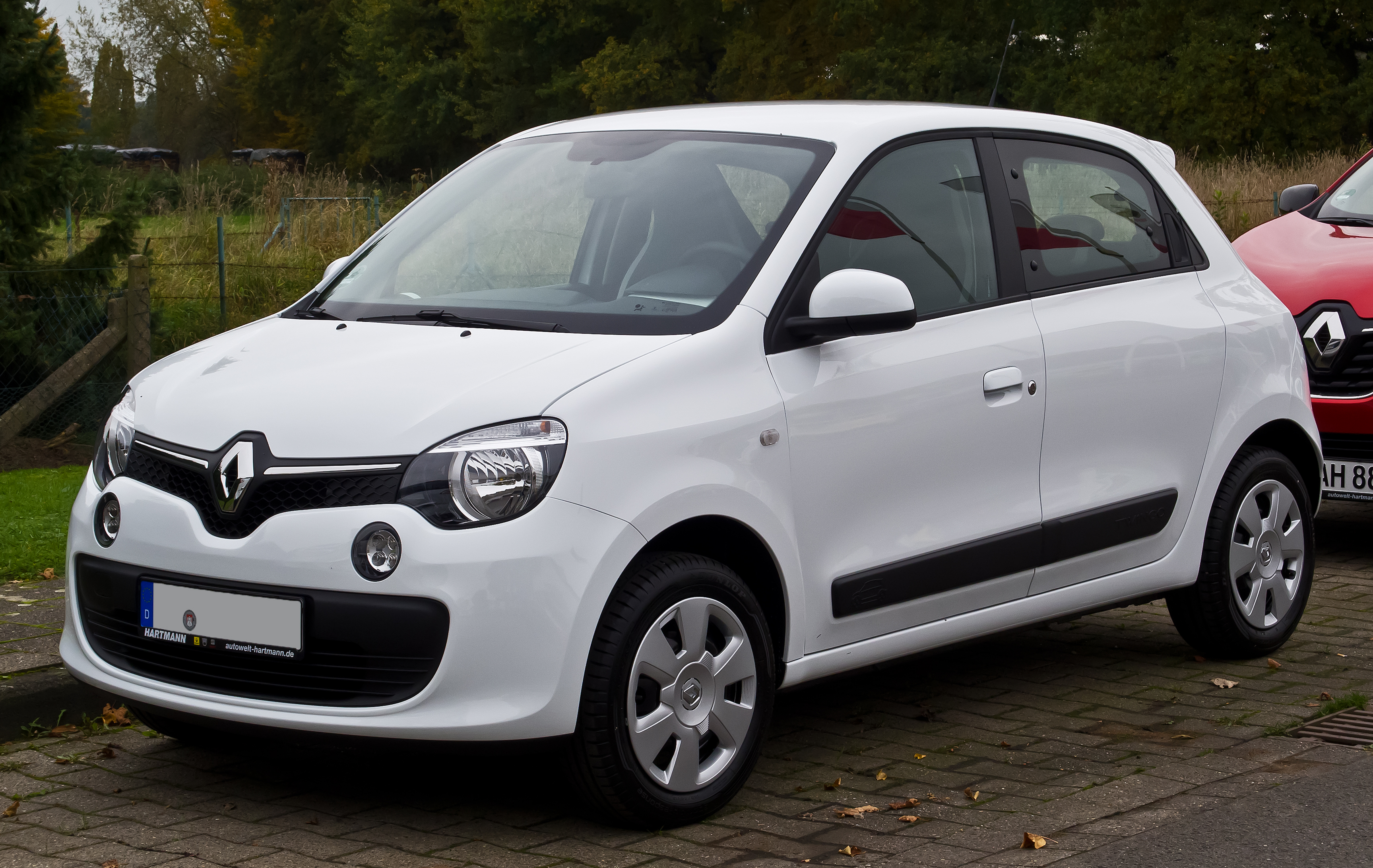
전기형 전면부

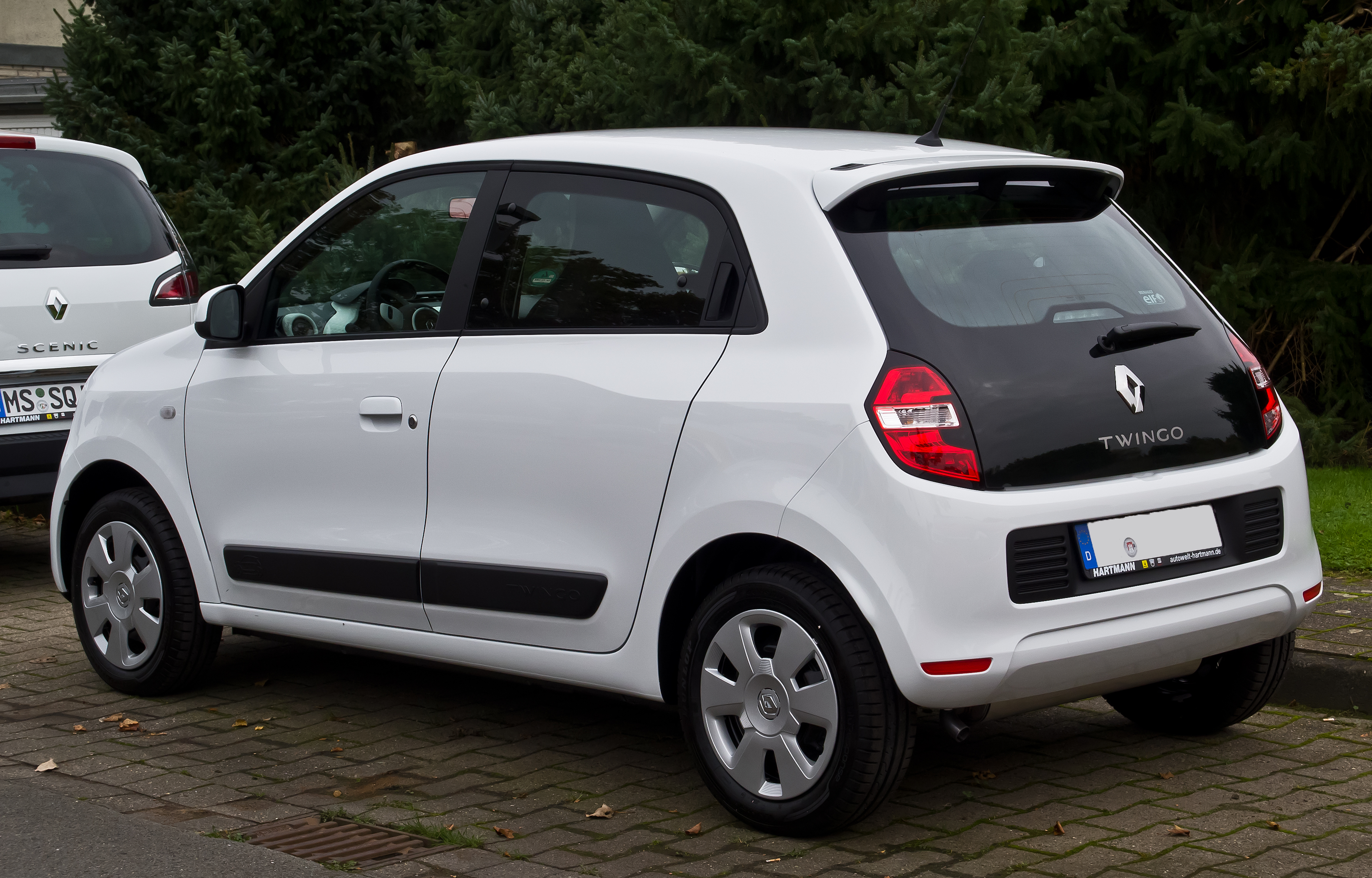
전기형 후면부

르노-닛산 얼라이언스와 다임러와의 제휴 하에 개발되어 스마트 포투/포포와 플랫폼 등을 공유하게 되었고, 디자인은 5와 초대 트윙고에서 영감을 받았다. 2013년에는 컨셉트카인 트윈'z와 트윈'런이 공개되었다. 2014년에 제네바 모터쇼에서 공개되었고, 9월에 유럽에 판매가 시작되었다. 판매 초기에는 초대 트윙고와 비슷하게 4가지 색상으로만 판매되었으나, 이후 여러 색상 및 사양들이 추가되면서 라인업을 확대시켰다. 2019년 1월에는 페이스리프트를 하여 전면부를 다듬었고, 2020년에는 전기자동차 모델인 트윙고 Z.E.가 추가되었다. 2024년 A세그먼트 시장의 축소로 단종될 예정이었으나, 르노에서 차세대 트윙고를 전기차 모델로 출시할 예정이라고 다시 발표함에 따라 한동안 계속 판매된다.

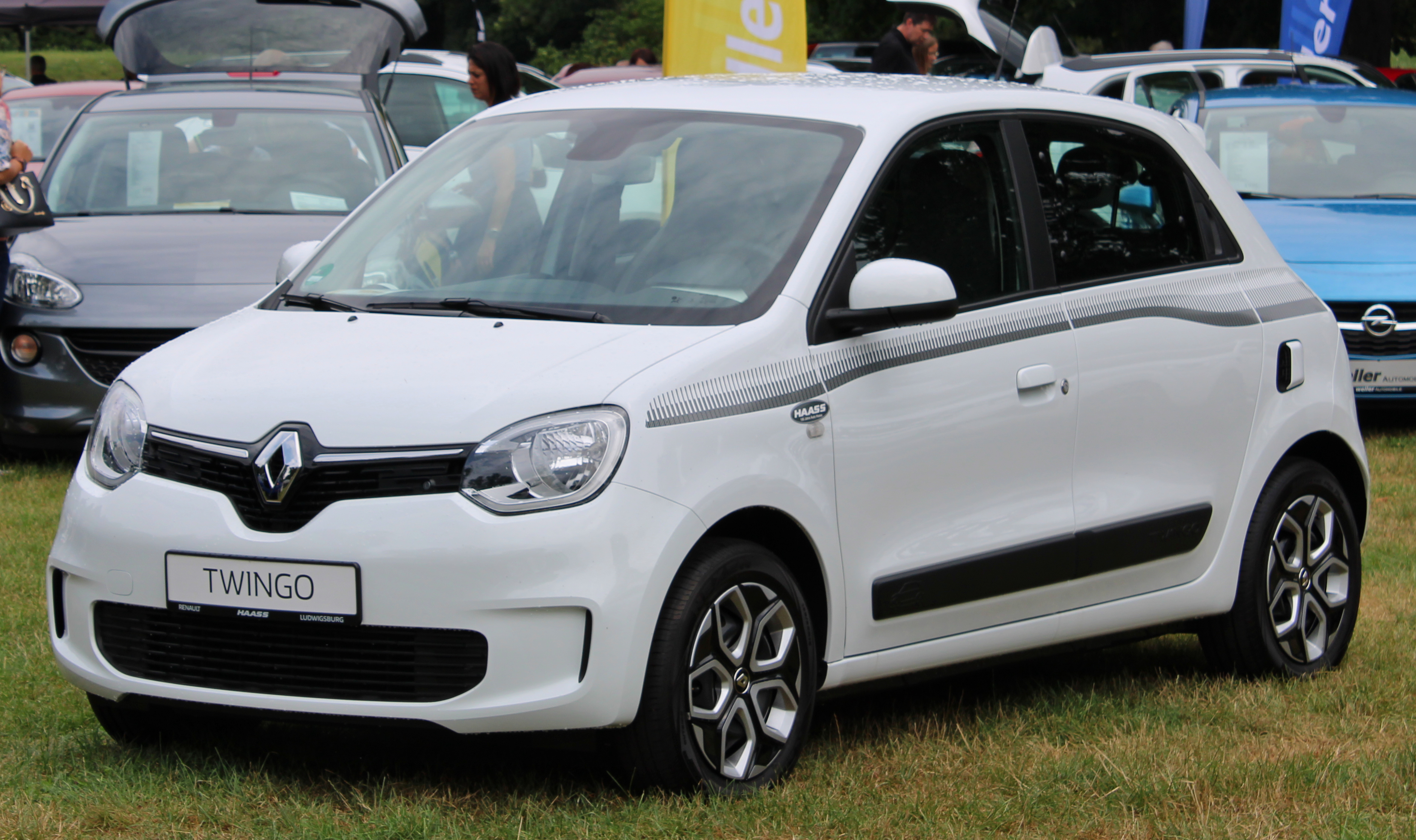
후기형 전면부
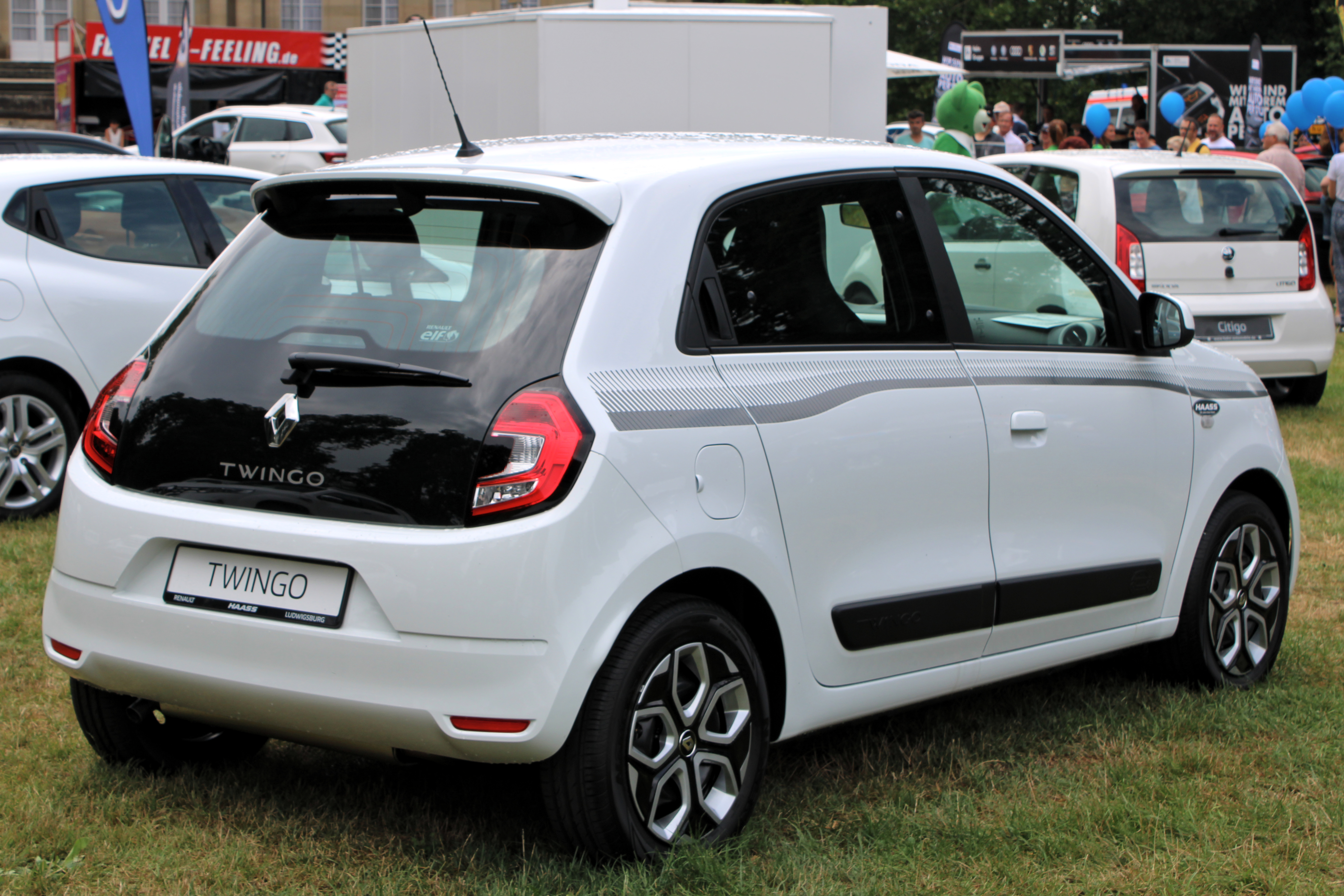
후기형 후면부